# Callopistria dascia
Callopistria dascia är en fjärilsart som beskrevs av Fletcher 1961. Callopistria dascia ingår i släktet Callopistria och familjen nattflyn. Inga underarter finns listade i Catalogue of Life.